# (19256) 1994 WA4
1994 دابليو أي 4 (ويعرف أيضًا باسم (19256) 1994 دابليو أي 4 وفق تسمية الكوكب الصغير) (بالإنجليزية: 1994 WA4)‏ هو كويكب ضمن حزام الكويكبات؛ وترتيبه 19256 من حيث الاكتشاف.
اكتُشف هذا الجُرم الفلكي بواسطة هيروشي كانيدا في 28 نوفمبر 1994.

## وصلات خارجية
- (19256) 1994 WA4 في قاعدة بيانات مختبر الدفع النفاث لأجرام النظام الشمسي الصغيرة

- الاكتشاف · مخطط المدار ·  العناصر المدارية · المعلمات المادية

- (19256) 1994 WA4 على موقع ويكي سكاي: DSS2, SDSS, GALEX, IRAS, Hydrogen α, X-Ray, Astrophoto, Sky Map, Articles and images